# Commelle-Vernay
Commelle-Vernay és un municipi francès situat al departament del Loira i a la regió d'Alvèrnia-Roine-Alps. L'any 2007 tenia 2.828 habitants.

## Demografia

### Població
El 2007 la població de fet de Commelle-Vernay era de 2.828 persones. Hi havia 1.031 famílies de les quals 126 eren unipersonals (59 homes vivint sols i 67 dones vivint soles), 407 parelles sense fills, 469 parelles amb fills i 29 famílies monoparentals amb fills.
La població ha evolucionat segons el següent gràfic:
Habitants censats

### Habitatges
El 2007 hi havia 1.075 habitatges, 1.033 eren l'habitatge principal de la família, 11 eren segones residències i 31 estaven desocupats. 1.060 eren cases i 12 eren apartaments. Dels 1.033 habitatges principals, 945 estaven ocupats pels seus propietaris, 70 estaven llogats i ocupats pels llogaters i 17 estaven cedits a títol gratuït; 1 tenia una cambra, 3 en tenien dues, 57 en tenien tres, 302 en tenien quatre i 670 en tenien cinc o més. 865 habitatges disposaven pel capbaix d'una plaça de pàrquing. A 331 habitatges hi havia un automòbil i a 674 n'hi havia dos o més.

### Piràmide de població
La piràmide de població per edats i sexe el 2009 era:
| Homes | Edats   | Dones |
| ----- | ------- | ----- |
| 0     | 95 o +  | 0     |
| 0     | 90 a 94 | 0     |
| 4     | 85 a 89 | 4     |
| 4     | 80 a 84 | 12    |
| 20    | 75 a 79 | 8     |
| 40    | 70 a 74 | 40    |
| 52    | 65 a 69 | 52    |
| 64    | 60 a 64 | 68    |
| 120   | 55 a 59 | 76    |
| 112   | 50 a 54 | 148   |
| 140   | 45 a 49 | 144   |
| 140   | 40 a 44 | 140   |
| 92    | 35 a 39 | 92    |
| 60    | 30 a 34 | 64    |
| 44    | 25 a 29 | 68    |
| 100   | 20 a 24 | 52    |
| 152   | 15 a 19 | 160   |
| 108   | 10 a 14 | 116   |
| 84    | 5 a 9   | 76    |
| 60    | 0 a 4   | 64    |

## Economia
El 2007 la població en edat de treballar era de 1.952 persones, 1.425 eren actives i 527 eren inactives. De les 1.425 persones actives 1.327 estaven ocupades (704 homes i 623 dones) i 99 estaven aturades (38 homes i 61 dones). De les 527 persones inactives 239 estaven jubilades, 146 estaven estudiant i 142 estaven classificades com a «altres inactius».

### Ingressos
El 2009 a Commelle-Vernay hi havia 1.058 unitats fiscals que integraven 2.865 persones, la mediana anual d'ingressos fiscals per persona era de 19.592 €.

### Activitats econòmiques
Dels 110 establiments que hi havia el 2007, 5 eren d'empreses extractives, 3 d'empreses alimentàries, 4 d'empreses de fabricació d'altres productes industrials, 26 d'empreses de construcció, 16 d'empreses de comerç i reparació d'automòbils, 5 d'empreses de transport, 9 d'empreses d'hostatgeria i restauració, 1 d'una empresa d'informació i comunicació, 4 d'empreses financeres, 10 d'empreses immobiliàries, 5 d'empreses de serveis, 17 d'entitats de l'administració pública i 5 d'empreses classificades com a «altres activitats de serveis».
Dels 33 establiments de servei als particulars que hi havia el 2009, 1 era un taller de reparació d'automòbils i de material agrícola, 6 paletes, 5 guixaires pintors, 2 fusteries, 8 lampisteries, 1 electricista, 1 empresa de construcció, 2 perruqueries, 6 restaurants i 1 agència immobiliària.
Dels 5 establiments comercials que hi havia el 2009, 1 era un supermercat, 3 fleques i 1 una llibreria.
L'any 2000 a Commelle-Vernay hi havia 10 explotacions agrícoles que ocupaven un total de 490 hectàrees.

## Equipaments sanitaris i escolars
El 2009 hi havia 1 psiquiàtric i 1 farmàcia.
El 2009 hi havia 1 escola maternal i 1 escola elemental.

## Poblacions més properes
El següent diagrama mostra les poblacions més properes.